# Koumba Larroque
Koumba Selene Fanta Larroque (ur. 22 sierpnia 1998) – francuska zapaśniczka walcząca w stylu wolnym. Dwukrotna olimpijka. Zajęła dziewiąte miejsce w Paryżu 2024 w kategorii do 68 kg i trzynaste w Tokio 2020 w kategorii 68 kg. 
Srebrna medalistka mistrzostw świata w 2018 i brązowa w 2017, 2022 i 2023. Mistrzyni Europy w 2021; druga w 2018 i trzecia w 2017 i 2023. Sióma w indywidualnym Pucharze Świata w 2020. Siódma na igrzyskach wojskowych w 2019. Wojskowa mistrzyni świata z 2018.
Brązowa medalistka Letnich Igrzysk Olimpijskich Młodzieży 2014. Mistrzyni świata juniorów w 2016 i 2018; Europy juniorów w 2016 i 2017, a także, MŚ U-23 w 2017 i 2021; ME U-23 w 2017 i 2018 roku.
Mistrzyni Francji w 2018, druga w 2023 roku.